# Tomahawk (album)
Tomahawk è l'album in studio di debutto del gruppo musicale rock alternativo statunitense eponimo, pubblicato il 30 ottobre 2001 dalla Ipecac Recordings.
Venne registrato dopo un incontro del cantautore avant-garde metal statunitense Mike Patton con il chitarrista punk rock statunitense Duane Denison. Nell'album, sono presenti membri provenienti da gruppi musicali differenti, come i Faith No More, i Jesus Lizard, gli Helmet e i Melvins.
Tomahawk ricevette recensioni positive dalla critica, le quali maggiormente concentrate sulla versatilità delle abilità vocali di Mike Patton. L'album entrò nelle classifiche australiane e statunitensi, posizionandosi al ventesimo posto nella classifica Independent Albums della rivista Billboard.

## Descrizione

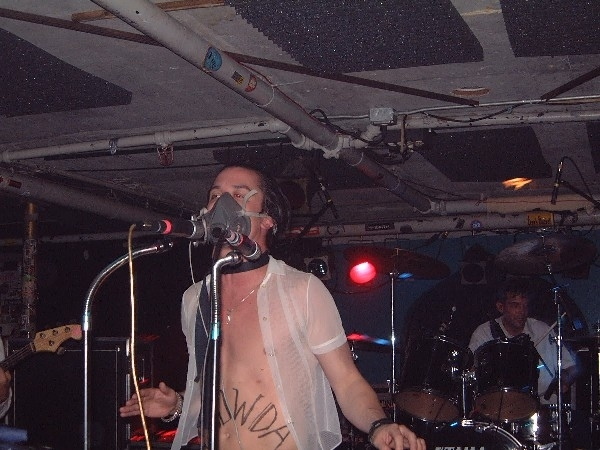
Mike Patton in concerto con i Tomahawk con John Stanier che suona la batteria nello sfondo.

La composizione artistica del gruppo è costituita da quattro membri: Mike Patton, cantante dei Faith No More, dei Fantômas, dei Mr. Bungle e dei Dead Cross; Duane Denison, chitarrista dei Jesus Lizard; Kevin Rutmanis, bassista dei Melvins; John Stanier, batterista degli Helmet.

### Le origini del progetto e la registrazione
Mike Patton incontrò Duane Denison per la prima volta durante un suo concerto con i Mr. Bungle, gruppo con la quale era in tour per la promozione dell'album California nel 2000, ed i due iniziarono subito a discutere sui loro gusti musicali. In seguito a quell'incontro, i due fecerò una jam session, con l'intento di registrarne un album. In un'intervista del 2016, Duane Denison dichiarò: "ho scritto i brani di base da solo (su un 4 tracce) e ho inviato le cassette a Mike, che poi ha aggiunto voci e campioni da farmi ascoltare. Penso che ci sia voluto circa un anno in tutto. Lo abbiamo registrato e mixato dal vivo, tutto insieme, a Nashville."
Il gruppo incaricò Joe Funderburk – già noto per aver prodotto album di Emmylou Harris e dei Judds – per la produzione dell'album. L'album venne rilasciato dalla Ipecac Recordings, l'etichetta gestita da Mike Patton e Greg Werckman. L'Ipecac Recordings è anche l'etichetta discografica del gruppo musicale in cui il bassista, Kevin Rutmanis, ne era membro, ovvero i Melvins. Il frontman, chitarrista e cantante di quest'ultimo gruppo, Buzz Osborne, collaborò in antecedenza a questo progetto insieme a Mike Patton, come membro fondatore dei Fantômas.
L'album venne registrato allo studio Sound Emporium and New Reflections di Nashville, città del Tennessee, nel 2001. A proposito del luogo di registrazione, il chitarrista Duane Denison commentò al riguardo: "Essere a Nashville sembrava far emergere il peggio di tutti: bere eccessivamente, ansia, litigi, ecc... questa è l'alchimia!".
Mike Patton descrivette questo progetto come "la cosa più vicina ad un gruppo in cui sia stato per un lungo periodo di tempo". A proposito del nome del gruppo, Duane Denison disse al riguardo:

## Tracce
Testi di Mike Patton, musiche di Duane Denison, Kevin Rutmanis e John Stanier.
1. Flashback – 2:58
2. 101 North – 5:13
3. Point and Click – 3:09
4. God Hates a Coward – 2:39
5. POP 1 – 3:25
6. Sweet Smell of Success – 3:41
7. Sir, Yes Sir – 2:09
8. Jockstrap – 3:51
9. Cul de Sac – 1:44
10. Malocchio – 2:42
11. Honeymoon – 3:07
12. Laredo – 4:16
13. Narcosis – 2:39

Durata totale: 41:33

## Formazione

### Tomahawk
- Mike Patton – voce, tastiere, campionamenti
- Duane Denison – chitarra elettrica
- Kevin Rutmanis – basso elettrico
- John Stanier – batteria

### Tecnici
- Joe Funderburk – produzione
- J. D. Wilkes – armonica a bocca (traccia 3)
- Lynd Ward – copertina

## Classifiche
| Nazione     | Classifica         | Posizione massima | Citazione |
| ----------- | ------------------ | ----------------- | --------- |
| Australia   | ARIA Charts        | 37                | [ 10 ]    |
| Stati Uniti | Independent Albums | 20                | [ 11 ]    |
| Stati Uniti | Top Heatseekers    | 31                | [ 2 ]     |